# Анафи
Анафи (греч. Αναφή) — остров в Эгейском море, принадлежит Греции.

## География

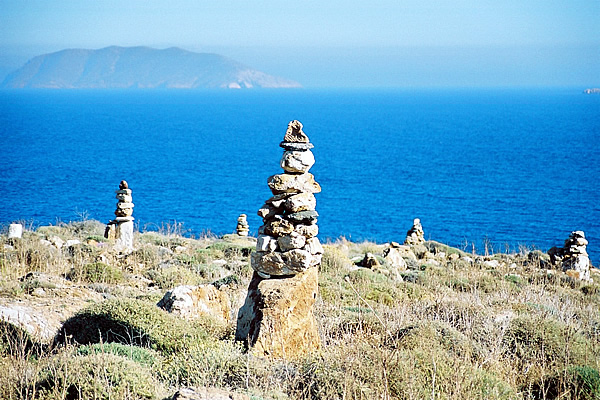

Входит в архипелаг Кикладские острова (Киклады). Находится в 12 морских милях к востоку от Санторини. Остров занимает площадь около 38 км², длиной 10 и шириной 7 км. Остров Анафи имеет в восточной части пик Каламосс высотой 584 м.

## Население
Согласно переписи населения 2001, на острове Анафи проживало 273 человек. 

## Экономика
В настоящее время основными занятиями жителей острова являются работа в индустрии туризма и рыболовство.

## Транспорт
На острове строится аэропорт.